# Sid & Al's Incredible Toons
Sid & Al's Incredible Toons es un videojuego de puzle desarrollado por Dynamix y distribuido por Sierra On-Line en 1993.

## Resumen
El juego está diseñado con el mismo estilo de The Incredible Machine, excepto que el juego toma lugar en un escenario de caricatura en lugar de un laboratorio. Se enfoca en las humorísticas aventuras de los dos personajes principales del juego, Sid E. Mouse y Al E. Cat (juegos de palabras con city mouse o ratón de ciudad, y alley cat o gato callejero, respectivamente), donde cada uno intenta hacerle la vida imposible al otro. Cuenta con 100 puzles y un editor que permite a los jugadores diseñar sus propios puzles. El objetivo principal del juego es terminar el rompecabezas de una fotografía completando cada puzle. Tras completar cada puzle o nivel, aparecerá una parte de la fotografía.
Sid & Al's Incredible Toons es el predecesor de The Incredible Toon Machine.

## Recepción crítica
El juego recibió reseñas positivas de parte de los críticos. Computer Gaming World dijo en 1994 que «Sid & Al's Incredible Toons fue exactamente lo que quería de una secuela de The Incredible Machine, con puzles más desafiantes, sonido y animación histéricamente divertidos, y muchas mejoras pequeñas». La revista aclamó las muchas posibles reacciones al combinar personajes, los «66 objetos diferentes», y el manual, concluyendo que Sid & Al «sin duda aparecerá en las listas de los mejores juegos del año». Wiz lo calificó con un 90, PC Games (Alemania) lo calificó con un 89, Power Play 89, Tilt 86, Power Unlimited 85, Freak 80, High Score 80, y PC Player (Alemania) un 78.
Dándole al juego un puntaje de 80 de 100, Electronic Entertainment escribió que «Sid & Al's Incredible Toons de Dynamix combina la jugabilidad lógica de The Incredible Machine con las locas caricaturas animadas - Rube Goldberg conoce a Wile E. Coyote».
Sid & Al's Incredible Toons fue un finalista al premio al juego de estrategia del año de Computer Gaming World en junio de 1994, perdiendo contra Master of Orion. Los editores llamaron a Sid & Al's Incredible Toons «un juego difícil de describir, porque sobrepasa los límites del género llegando a una nueva generación de juguetes de software». En 1994, PC Gamer UK llamó a Sid & Al's Incredible Toons el 24.º mejor juego de computadora de todos los tiempos.